# Výrava (district de Hradec Králové)
Pour les articles homonymes, voir Výrava.
Výrava (en allemand : Wirau) est une commune du district de Hradec Králové, dans la région de Hradec Králové, en République tchèque. Sa population s'élevait à 412 habitants en 2022.

## Géographie
Výrava se trouve à 13 km au nord-est de Hradec Králové et à 112 km à l'est-nord-est de Prague.
La commune est limitée par Libřice et Králova Lhota au nord, par České Meziříčí et Jílovice à l'est, par Libníkovice au sud, et par Černilov à l'ouest.

## Histoire
La première mention écrite de la localité date de 1406.

## Administration
La commune se compose de deux sections :
- Dolní Černilov
- Výrava

## Transports
Par la route, Výrava se trouve à 10 km de Smiřice, à 14 km de Hradec Králové et à 136 km de Prague. 